# 帕夫利凱尼市鎮

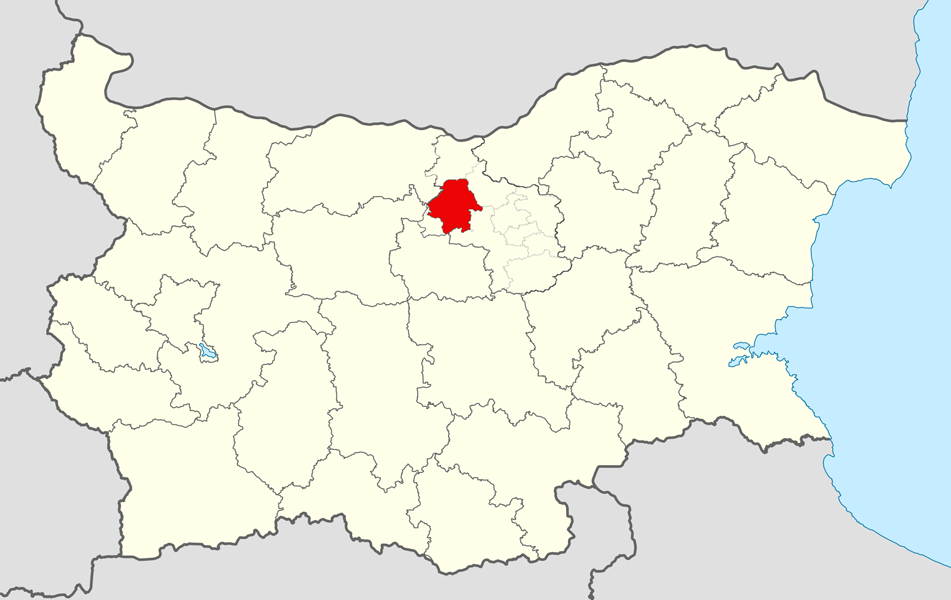

43°16′N 25°19′E / 43.267°N 25.317°E
帕夫利凱尼市鎮，是保加利亞中北部大特爾諾沃州的市鎮，行政中心为帕夫利凱尼，面積622平方公里，2009年人口26,342，人口密度每平方公里42.35人。